# Сатурн (премія, 2001)
27-а церемонія вручення нагород премії «Сатурн» за заслуги в царині кінофантастики, зокрема в галузі наукової фантастики, фентезі та жахів за 2000 рік, яка відбулася 12 червня 2001 року. 

## Лауреати і номінанти
Нижче наведено повний список номінантів та переможців. Переможці виділені жирним шрифтом.

### Фільми
| Найкращий актор | Найкраща акторка |
| --- | --- |
| - Г'ю Джекман – за роль Логана / Росомахи у фільмі Люди Ікс - Арнольд Шварценеггер – за роль Адама Гібсона / клон Адама Гібсона у фільмі Шостий день - Рассел Кроу – за роль Максимуса у фільмі Гладіатор - Джим Керрі – за роль Грінча у фільмі Як Ґрінч украв Різдво - Клінт Іствуд – за роль Френка Корвіна у фільмі Космічні ковбої - Чоу Юньфат – за роль Лі Мубая у фільмі Тигр підкрадається, дракон ховається | - Теа Леоні – за роль Кейт Рейнолдс у фільмі Сім'янин - Дженніфер Лопес – за роль Кетрін Дін у фільмі Клітка - Кейт Бланшетт – за роль Аннабель «Енні» Вілсон у фільмі Дар - Еллен Берстін – за роль Сари Голдфарб у фільмі Реквієм за мрією - Мішель Пфайффер – за роль Клер Спенсер у фільмі Що приховує брехня - Мішель Єо – за роль Юй Шулень у фільмі Тигр підкрадається, дракон ховається                                                         |
| Найкращий актор другого плану | Найкраща акторка другого плану |
| - Віллем Дефо – за роль Макса Шрека у фільмі Тінь вампіра - Джейсон Александер – за роль Бориса Баденова у фільмі Пригоди Роккі і Булвінкла - Денніс Квейд – за роль Френка Саллівана у фільмі Радіохвиля - Джованні Рібізі – за роль Бадді Коула у фільмі Дар - Вілл Сміт – за роль Багер Ванс у фільмі Легенда про Беггера Венса - Патрік Стюарт– за роль Професора Ікса у фільмі Люди Ікс                          | - Ребекка Ромейн – за роль Містік у фільмі Люди Ікс - Рене Руссо– за роль Наташі Фаталь у фільмі Пригоди Роккі та Буллвінкля - Кемерон Діас – за роль Наталі Кук у фільмі Ангели Чарлі - Люсі Лью – за роль Алекс Мандей у фільмі Ангели Чарлі - Гіларі Свонк – за роль Валері Барксдейл у фільмі Дар - Чжан Цзиї – за роль Юй Цзяолун у фільмі Тигр підкрадається, дракон ховається                                                                    |
| Найкращий молодий актор чи акторка | Найкращий сценарій |
| - Девон Сава – за роль Алекс Браунінг у фільмі Пункт призначення - Спенсер Бреслін – за роль Малюка Рости у фільмі Малюк - Холлістон Коулман – за роль Коді О'Коннора у фільмі Благослови Дитя - Джонатан Ліпніцкі – за роль Тоні Томпсон у фільмі Маленький вампір - Тейлор Момсен – за роль Сінді Лу Ху у фільмі Як Ґрінч украв Різдво - Анна Паквін – за роль Марі/Роуґ у фільмі Люди Ікс                          | - Девід Гейтер – Люди Ікс - Тобі Еммеріх – Радіохвиля - Девід Францоні, Джон Логан, Вільям Ніколсон – Гладіатор - Кері Кіркпатрік – Втеча з курника - Біллі Боб Торнтон і Том Епперсон – Дар - Хул-Лінг Венг, Джеймс Шамус, Куо Юнг Цай – Тигр підкрадається, дракон ховається |
| Найкращий режисер | Найкращий костюм |
| - Браян Сінгер – Люди Ікс - Роберт Земекіс – Що приховує брехня - Рідлі Скотт – Гладіатор - Рон Говард – Як Ґрінч украв Різдво - Клінт Іствуд – Космічні ковбої - Енг Лі – Тигр підкрадається, дракон ховається | - Луїза Мінгенбах – Люди Ікс - Рита Райк та Девід Пейдж – Як Ґрінч украв Різдво - Дженті Йейтс – Гладіатор - Тіммі Іп – Тигр підкрадається, дракон ховається - Каролін де Вівез – Тінь вампіра - Ейко Ісіока та Ейпріл Нейпір – Клітка |
| Найкращий грим | Найкращі спецефекти |
| - Рік Бейкер та Гейл Роуелл-Райан – Як Ґрінч украв Різдво - Енн Бьюкенен та Ембер Сіблі – Тінь вампіра - Мішель Берк та Едуард Ф. Енрикес (KNB, EFX Inc.) – Клітка - Гордон Дж. Сміт і Енн Броді (FX Smith Inc.) – Люди Ікс - Алек Гілліс, Том Вудрафф-молодший, Джефф Доун та Чарльз Порльє – Шостий день - Рік Бейкер, Нена Смарц та Еді Джайлз – Горіховий професор II: Грудки                                     | - Скотт Е. Андерсон, Крейг Хейс, Скотт Стокдик та Стен Паркс – Невидимка - Стефен Фангмайер, Хабіб Заргарпур, Тім Александер та Джон Фрейзер – Ідеальний шторм - Майкл Л. Фінк, Майкл Дж. Макалістер, Девід Прескотт та Тереза Елліс Райгіл – Люди Ікс - Кевін Скотт Мак, Метью Е. Батлер, Браян Грілл та Аллен Хол – Як Ґрінч украв Різдво - Міхаель Лантьєрі та Давид Джевецький (Amalgamated Dynamics, Rhythm, Hues Cinesite, VCE.Com) – Шостий день |
| Найкраща музика | Найкращий науково-фантастичний фільм |
| - Джеймс Горнер – Як Ґрінч украв Різдво - Ганс Циммер та Джон Павелл – Дорога на Ельдорадо - Ганс Циммер та Ліза Джеррард – Гладіатор - Тан Дун та Йо-Йо Ма – Тигр підкрадається, дракон ховається - Джеймс Ньютон Говард – Динозавр - Джеррі Голдсміт – Невидимка | - Люди Ікс - 6-ий день - Клітка - Невидимка - Космічні ковбої - Титан після загибелі Землі |
| Найкращий пригодницький фільм, бойовик чи трилер | Найкращий фентезійний фільм |
| - Тигр, що підкрадається, дракон, що зачаївся - Ангели Чарлі - Гладіатор - Патріот - Ідеальний шторм - Трафік - Невразливий | - Володар перснів: Хранителі Персня - Гаррі Поттер і філософський камінь - Корпорація монстрів (м / ф) - Мумія повертається - Шрек (м / ф) - Діти шпигунів |
| Найкращий фільм жахів | Найкраще відеовидання |
| - Пункт призначення - Дракула 2000 - Дар - Реквієм за мрією - Міські легенди 2 - Що приховує брехня | - Принцеса Мононоке - Крик 3 - Пророцтво 3 - Ґодзілла 2000: Міленіум - Пес-примара: Шлях самурая - Дев'ята брама |

### Телебачення
| Найкращий телесеріал | Найкращий телесеріал, зроблений для кабельного телебачення |
| --- | --- |
| - Баффі — переможниця вампірів (WB) - Ангел (WB) - Темний ангел (Fox) - Розуелл (WB) - Зоряний шлях: Вояджер (UPN) - Цілком таємно (Fox) | - На краю Всесвіту (SyFy) - Андромеда (Syndicated) - Воитель звірів (Syndicated) - Людина-невидимка (SyFy) - Зовнішні межі (Showtime) - Зоряна брама: SG-1 (Showtime) |
| Найкращий телеактор | Найкраща телеакторка |
| - Роберт Патрік – Цілком таємно (Fox) за роль Джона Доггетта - Девід Бореаназ – Ангел (WB) за роль Енджела - Джейсон Бер – Розуелл (WB) за роль Макса Еванса - Бен Браудер – На краю Всесвіту (SyFy) за роль Джона Крайтона - Кевін Сорбо – Андромеда (Syndicated) за роль Ділана Ханта - Річард Дін Андерсон – Зоряна брама: SG-1(Showtime) за роль Джека О'Нілла | - Джессіка Альба – Темний ангел (Fox) за роль Макса Гевара - Каризма Карпентер – Ангел (WB) за роль Корделія Чейза - Кейт Малгрю – Зоряний шлях: Вояджер (UPN) за роль Кетрін Джейнвей - Клаудія Блек – На краю Всесвіту (Syfy) за роль Айрін Сун - Сара Мішель Геллар – Баффі — переможниця вампірів (WB) за роль Баффі Саммерс - Джилліан Андерсон – Цілком таємно (Fox) за роль Дейни Скаллі               |
| Найкращий телеактор другого плану | Найкраща телеакторка другого плану |
| - Джеймс Марстерс – Баффі — переможниця вампірів (WB) за роль Спайка - Майкл Шенкс – Зоряна брама: SG-1 (Showtime) за роль Деніела Джексона - Ніколас Брендон – Баффі — переможниця вампірів (WB) за роль Зендера Харріса - Алексіс Денісоф – Ангел (WB) за роль Веслі Віндам-Прайса - Брендан Фер – Розуелл (WB) за роль Майкла Геріна                            | - Джері Райан – Зоряний шлях: Вояджер (UPN) за роль Сьомої з дев'яти - Джульєт Ландау – Ангел (WB) за роль Друзили - Елісон Ганніган – Баффі — переможниця вампірів (WB) за роль Віллоу Розенберга - Мішель Трахтенберг – Баффі — переможниця вампірів (WB) за роль Дона Саммерса - Кетрін Гейґл – Розуелл (WB) за роль Ізабель Еванс - Аманда Таппінг – Зоряна брама: SG-1 (Showtime) за роль Саманти Картер |
| Найкраща телевізійна презентація | |
| - Безпека (CBS) - Дюна (Syfy) - Ясон та аргонавти (NBC) - Санта - це хто? (ABC) - Єдиний вижив (Fox) - Клинок відьми (TNT) | |

### Особливі нагороди
| Нагорода                                                | Лауреати           |
| ------------------------------------------------------- | ------------------ |
| Нагорода імені Джорджа Пала (George Pal Memorial Award) | • Сем Реймі        |
| За досягнення в кар'єрі (Life Career Award)             | • Роберт Інглунд   |
| За досягнення в кар'єрі (Life Career Award)             | • Брайан Грейзер   |
| Президентська нагорода (President’s Award)              | • Дастін Ленс Блек |
| Спеціальна нагорода (Special Awards)                    | • Тінь вампіра     |